# ستيفن جونسون
ستيفن جونسون (بالإنجليزية: Stephen L. Johnson)‏ (و. 1951 – م) هو عالم طبيعية من الولايات المتحدة الأمريكية ولد في واشنطن العاصمة.
وهو عضو في الحزب الجمهوري .

## التعليم
تعلم في جامعة جورج واشنطن.